# 堪察加州 (俄羅斯帝國)

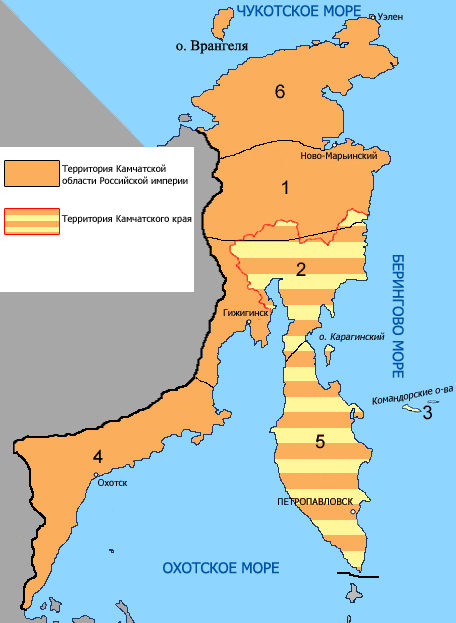
1914年的堪察加州

堪察加州（Камчатская область）是俄羅斯帝國的一個州，屬濱海總督區。範圍大致包括堪察加邊疆區、馬加丹州的沿海地區和楚科奇自治區。面積1,301,202平方公里。首府堪察加彼得罗巴甫洛夫斯克。
1803年建州，1822年併入伊爾庫茨克省。1849年復設。1856年併入新組成的濱海邊疆州。1909年又建州。